# Kvibergs landeri

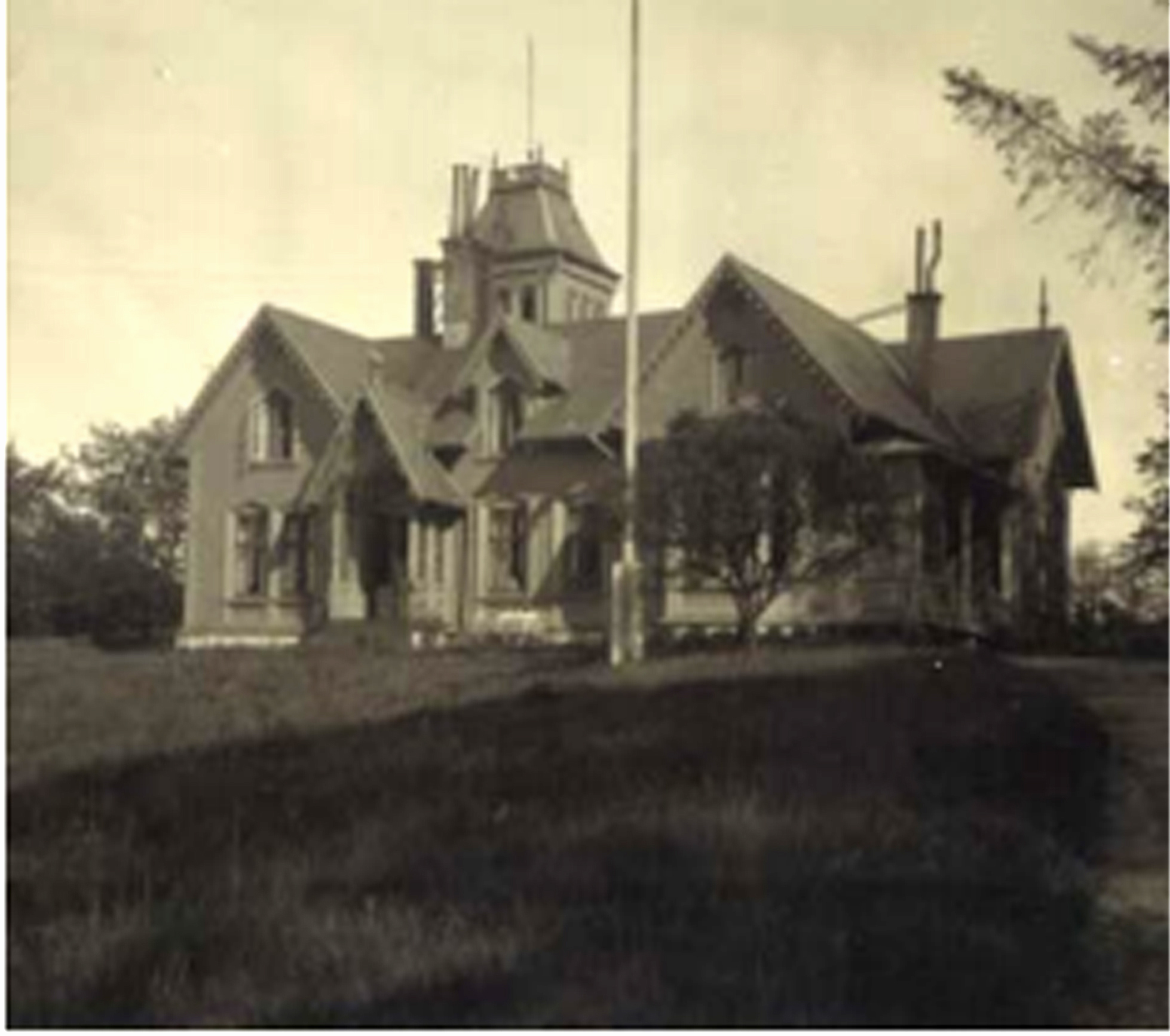
Villa Bellevue.

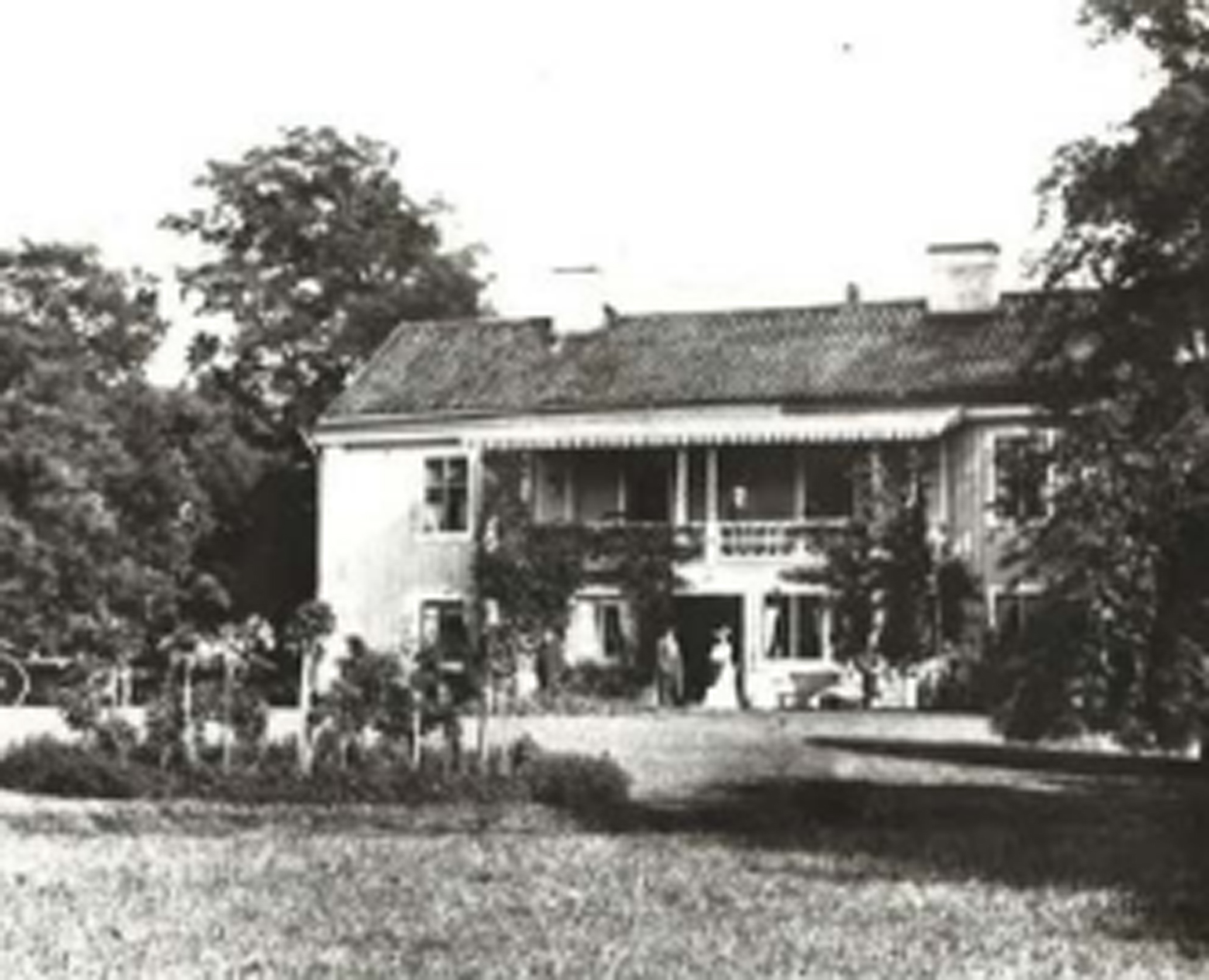
En av manbyggnaderna på Kvibergs landeri.

Kvibergs landeri var ett landeri på cirka 154 hektar (cirka 1 500 meter långt och 1 300 meter brett) i 12:e Roten 4-8 i nuvarande stadsdelen Kviberg i Göteborg, som först arrenderades av holländska bönder och senare till främst personer ur stadens magistrat. Kronan övertog år 1891 området och byggde kaserner för Göta artilleriregemente, vilka invigdes 1895. I området kring Stallmästaregatan och Generalsgatan låg de sju byggnader som tillhörde landeriet Kviberg.
"Quighuberg" omtalas 1353, och hade då samma ägare som Grimbo i Tuve socken. Då Nylöse grundades 1473, donerades Kviberg dit och staden kom till sin norra del att ligga på Kvibergsmarken. 
Göteborg övertog landerierna av Nya Lödöse, som genom privilegiebrevet av den 17 augusti 1473 övertagit "Quigaberg med åker, äng och skog", vilket omfattade både det senare Kvibergs landeri samt Kvibergsnäs landeri. Inledningsvis användes marken på cirka 140 tunnland, mest som mulbete för borgerskapets hästar, nötboskap, får och svin, men en del mark uppläts också åt invandrade holländska bönder. Meningen var att dessa skulle dela med sig av sina kunskaper om mjölk och mjölkprodukter. I stadens räkenskaper för 1643 anges Petter Cornelisson, Direch Giissen (Giertsson?) och Estri Börjes som besittare. Från 1695 upptas, och under många år, endast "Limmerhults änka" med flera som innehavare av landeriet. Från 1726 namngives åter alla de olika lottägarna och man kan därmed följa ägarelängderna över tid. En syn från år 1855 berättar att "åbyggnaderna, bestående af manbyggning med 13 rum och kök, ladugårdsbyggnad, stall, 2:ne wedbodar samt brygghus med bakugn, finnas i gott skick". 
Åren 1855-1875 såldes besittningsrätten till grosshandlare Janne Ekman i omgångar. Denne avyttrade området till kronan 1891 för 323 000 kronor genom ett avtal som blev klart den 14 mars 1891 och ett avtal med Göteborgs stad som undertecknades den 28 april 1891. Landeriet bestod egentligen av fem lotter: nr 4, 5, 6, 7, och 8.
Villa Bellevue var bostad för Janne Ekman. Huset förstördes i en brand 1973. Ett skolhus som Ekman lät bygga 1875 är den enda byggnad som återstår av landeriet. 